# 劉世恩
劉世恩，元朝地方官员，淄州路（治今山东省淄博市淄川区）人。劉用世的长子。
劉世恩体力过人，能挽强弓命中。崖山之战，多次出奇计，制作射栅，估计与南宋船相遇时，选刘世恩等七八人射向宋船。劉世恩箭不虚发，自卯时至午时，宋军大败。后因病让职给弟弟刘世英，其子刘源。